# Novo Selo (Czarnogóra)
Novo Selo (cyr. Ново Село) – wieś w Czarnogórze, w gminie Danilovgrad. W 2011 roku liczyła 613 mieszkańców.